# Sharon Vaughn
Mary Sharon Vaughn, född 2 maj 1947 i Orlando i Florida, är en amerikansk låtskrivare som var tidigare verksam i Stockholm i Sverige.
Hon har skrivit låtar till artister som Willie Nelson, Boyzone, Claire Richards, Agnes Carlsson, Kate Ryan, Jedward, Petra Marklund, Ellen Benediktson, Måns Zelmerlöw och Sergej Lazarev.

## Karriär
Vaughn var verksam i Stockholm. Hon menar att svenskarnas förmåga som producenter är överlägsen och att det beror på att de varit tvungna att "få dåliga amerikanska sångare att låta jättebra. De fick sin erfarenhet genom att skapa något som inte existerade".
Vaughn fick Musikförläggarnas pris Årets låt för Agnes Carlssons låt "Release Me".
Vaughn har deltagit som låtskrivare i Eurovision Song Contest (ESC) två gånger (2012, 2019). Hon skrev Irlands bidrag "Waterline" som framfördes av Jedward i ESC 2012. Hon skrev även texten till Sergej Lazarevs låt "Scream" som var Rysslands bidrag i ESC 2019.
I 2018 registrerades Vaughn som utvandrad från Sverige. I 2019 införs hon i Nashville Songwriters Hall of Fame.

## Verk i urval
- "Y'all Come Back Saloon" med gospelgruppen Oak Ridge Boys (Vaughns första utgivna låt som nådde plats #3 på Billboards countrylista)
- "My Heroes Have Always Been Cowboys" med Waylon Jennings från albumet Wanted! The Outlaws
- "Til a Tear Becomes a Rose" med Keith Whitley och Lorrie Morgan (som nominerades för en Grammy)
- "Lonely Too Long" med Patty Loveless
- "Out of My Bones" med Randy Travis
- "Powerful Thing" med Trisha Yearwood
- "Release Me" med Agnes Carlsson
- "Dreaming People" med Jay Smith ("Vinnarlåten" från Idol 2010)
- "Songbird" med Ellen Benediktson
- "Scream" av Sergej Lazarev